# 霍爾特 (密西根州)
霍爾特（英語：Holt）是位於美國密西根州英厄姆縣德爾亥特設鎮區的一個普查規定居民點。

## 人口
根據2020年美國人口普查的數據，霍爾特的面積為41.07平方千米，當中陸地面積為40.56平方千米，而水域面積為0.51平方千米。當地共有人口25625人，而人口密度為每平方千米623.93人。